# Cei ce veghează
„Cei ce veghează” (2009) (titlu original Watchmen) este un film SF fantastic cu super-eroi regizat de Zack Snyder.
În film interpretează Malin Åkerman, Jeffrey Dean Morgan, Jackie Earle Haley, Billy Crudup, Matthew Goode și Patrick Wilson.
Filmul este o adaptare a benzilor desenate cu același nume realizate de Alan Moore și Dave Gibbons.
Povestea are loc într-o istorie alternativă în 1985 într-un moment de maximă tensiune a Războiului Rece dintre Statele Unite și Uniunea Sovietică, când un grup de super-eroi, cei mai mulți retrași de la datorie și scoși în afara legii, investighează o aparentă conspirație împotriva lor și descoperă ceva mult mai grandios și mai sinistru: un plan de anihilare a tuturor supereroilor.

## Distribuție
- Malin Åkerman: Laurie Jupiter / Silk Spectre II
- Billy Crudup: Jonathan Osterman / Dr. Manhattan
- Matthew Goode: Adrian Veidt / Ozymandias
- Jackie Earle Haley: Walter Kovacs / Rorschach
- Jeffrey Dean Morgan: Edward Blake / The Comedian
- Patrick Wilson: Daniel Dreiberg / Nite Owl II
- Carla Gugino: Sally Jupiter / Silk Spectre
- Matt Frewer: Moloch
- Stephen McHattie: Hollis Mason / Nite Owl
- Laura Mennell: Janey Slater
- Rob LaBelle: Wally Weaver
- Gary Houston: John McLaughlin
- Robert Wisden: Președintele Richard Nixon
- Danny Woodburn: Big Figure